# دینو ورده
دینو وِرده (ایتالیایی: Dino Verde؛ ۱۳ ژوئیه ۱۹۲۲–۱ فوریه ۲۰۰۴) نویسنده، نمایشنامه‌نویس، فیلم‌نامه‌نویس و ترانه‌نویس اهل ایتالیا بود.
از فیلم‌هایی که وی در آن‌ها نقش داشته‌است، می‌توان به سرانجام… هزار و یک شب، شوهران در شهر، کراسلا، سرتاسر طنز، مردان خشن و زن کولی اشاره نمود.